# NGC 77
NGC 77 este o galaxie lenticulară din constelația Cetus (Balena). A fost descoperită de către Frank Muller în 1 iulie 1889. Magnitudinea aparentă a acestei galaxii este de 14.8.